# Protracheoniscus venetus
Protracheoniscus venetus là một loài chân đều trong họ Trachelipodidae. Loài này được Verhoeff miêu tả khoa học năm 1927.